# La Golondrina

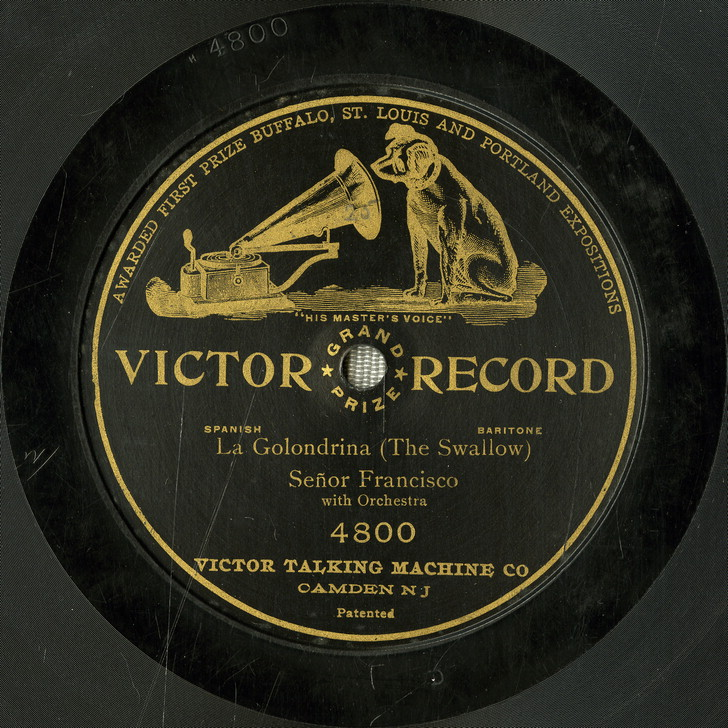
Die Schallplatte mit der Version von 1906

La Golondrina (deutsch: Die Schwalbe) ist der Titel eines populären mexikanischen Liedes von 1862.

## Geschichte
Der Komponist des Liedes, Narciso Serradel Sevilla (1843–1910), stammt aus Alvarado in Veracruz, Mexiko und war Arzt. Während des mexikanischen Interventionskrieges 1862 kämpfte er an der Seite General Zaragozas gegen die französischen Truppen, wurde gefangen genommen und nach Frankreich deportiert. Während dieser Zeit schrieb er La Golondrina nach einem Text von Niceto de Zamacois. 1865 (nach anderen Quellen 1896) kehrte Serradel nach Mexico zurück, um wieder als Arzt zu arbeiten. Nebenbei dirigierte er Militärkapellen und komponierte. La Golondrina blieb als sehnsüchtiges Heimatlied sein größter Erfolg und wurde weltweit bekannt.
In den USA brachte Victor Records im Juni 1906 eine (wie damals üblich) zunächst auf Wachs hergestellte Schallplattenaufnahme mit dem Sänger Sig. Carlos Francisco heraus. 1960 folgte eine englische Version mit dem Titel She Wears My Ring mit einem Text von Felice und Boudleaux Bryant, gesungen zuerst von Jimmy Sweeney, dann von Roy Orbison, Elvis Presley und anderen.
In Deutschland wurde das Lied unter dem Titel Du sollst nicht weinen durch Heintje im August 1968 zum Nummer-eins-Hit. Grundlage war hierbei eine 1949 als Das Lied der Taube von Ralph Maria Siegel unter Mitarbeit von Rolf Marbot herausgegebene Fassung. Ebenfalls 1968 veröffentlichte Udo Jürgens eine Version des Liedes unter dem Titel Dein letzter Brief.
Zudem gibt es zahlreiche Instrumentalaufnahmen, unter anderem von 1928 mit Paul Whiteman und 1955 eine Gitarrenversion mit Chet Atkins.

## Originaltext
A donde irá veloz y fatigada

La golondrina que de aquí se va

O si en el viento se hallará extraviada

Buscando abrigo y no lo encontrará.
Junto a mi lecho le formaré su nido

En donde pueda la estación pasar

Tambien yo estoy en la región perdida

Oh cielo santo y sin poder volar.

Deje también mi patria idolatrada

Esa mansión que me miró nacer

Mi vida es hoy errante y angustida

Y ya no puedo a mi mansión volver.

Ave querida amada peregrina

Mi corazón al tuyo acercare

Voy recordando tierna golondrina

Recordare mi patria y llorare.

## Interpreten
| - Arturo B. Adamini 1898 - Carl Francisco 1906 - María Luisa Escobar 1925 - Emilio de Gogorza 1926 - Milton Brown 1937 - Chet Atkins 1955 - Joselito 1956 - Caterina Valente 1959 - Lys Assia 1959 - Jimmy Bell 1960 - Los Paraguayos ca. 1960 | - Nat King Cole ca. 1960 - Roy Orbison 1962 - Johnny O’Keefe 1964 - Hank Snow 1965 - Guido Born 1967 - Cliff Richard 1967 - Ray Price 1968 - Heintje Simons 1968 - Freddy Quinn 1968 - Udo Jürgens 1968 | - Trini Lopez 1969 - Francisco Araiza ca. 1970 - Elvis Presley 1973 - Alfredo Kraus 1977 - Plácido Domingo 1984 - Gitti & Erica 1985 - Caetano Veloso 1994 - Nana Mouskouri 1994 - Helmut Lotti 2000 - Super700 2012 |

## Aufnahme
- Wachswalzenaufnahme der Originalversion mit Señor Carl Francisco von 1906